# Сульфокислоти

Загальна формула Сульфокислоти, R органічний радикал.

Су́льфокисло́ти (сульфо́нові кислоти) — органічні сполуки загальної формули RS(=O)2OH, де R — органічний радикал. 
Солі і ефіри сульфокислот називаються сульфонати, загальної формули R-SO2-O-X, де Х — органічний залишок, чи катіон.

## Загальний опис
Органічні сполуки, що мають сульфогрупу— сульфонова кислота HS(=O)2OH та її S-гідрокарбільні похідні загальної формули RS(=O)2OH. Сильні кислоти з високою водорозчинністю.
Дають солі — сульфонати, естери, аміди, гідразиди, галоген-ангідриди(сульфогалогеніди). Ароматичні похідні гідролізуються до вуглеводнів, а при стопленні з лугами— заміщують сульфогрупу на гідроксильну. Барієві солі сульфокислот розчинні у воді, солі ароматичних амінів — нерозчинні. Відновлюються до сульфінових кислот RS(=O)OH, сильними відновниками — до тіолів. Синонім — сульфонові кислоти.

## Синтез
Утворюються реакцією сульфохлорування з наступним гідролізом:
{\displaystyle {\ce {R-H +SO2 +Cl2 ->[-HCl]R-SO2Cl +H2O ->[-HCl]R-SO2-OH}}}
Також отримують сульфоокисненням:
{\displaystyle {\ce {R-H +SO2 +O->R-SO2-OH}}}